# Cal Santpare (Fontanilles)
Cal Santpare és una obra de Fontanilles (Baix Empordà) inclosa a l'Inventari del Patrimoni Arquitectònic de Catalunya.

## Descripció
Edifici aïllat als afores del poble. Està compost per un cos central format per tres crugies . construït de manera popular amb pedra i morter de calc la estructura portant i amb teula àrab la coberta, que és a dues aigües cap a les façanes laterals.
En aquest cas concret el mas no ha crescut gaire, i nomes apareix una ampliació lateral en forma de pallissa.
L'edifici és de dues plantes